# العلاقات الآيسلندية الماليزية
العلاقات الآيسلندية الماليزية هي العلاقات الثنائية التي تجمع بين آيسلندا وماليزيا.

## مقارنة بين البلدين
هذه مقارنة عامة ومرجعية للدولتين:
| وجه المقارنة                                              | آيسلندا          | ماليزيا       |
| --------------------------------------------------------- | ---------------- | ------------- |
| المساحة (كم2)                                             | 103.00 ألف       | 330.29 ألف    |
| عدد السكان (نسمة)                                         | 317.35 ألف       | 31.62 مليون   |
| الكثافة السكانية (ن./كم²)                                 | 3.08             | 95.73         |
| العاصمة                                                   | ريكيافيك         | كوالالمبور    |
| اللغة الرسمية                                             | اللغة الآيسلندية | لغة ماليزية   |
| العملة                                                    | كرونة آيسلندية   | رينغيت ماليزي |
| الناتج المحلي الإجمالي (بليون دولار)                      | 23.91 مليار      | 314.50 مليار  |
| الناتج المحلي الإجمالي (تعادل القوة الشرائية) بليون دولار | 15.79 مليار      | 817.43 مليار  |
| الناتج المحلي الإجمالي الاسمي للفرد دولار أمريكي          | 50.17 ألف        | 9.77 ألف      |
| الناتج المحلي الإجمالي للفرد دولار أمريكي                 | 46.55 ألف        | 25.64 ألف     |
| مؤشر التنمية البشرية                                      | 0.899            | 0.779         |
| رمز المكالمات الدولي                                      | +354             | +60           |
| رمز الإنترنت                                              | .is              | .my           |
| المنطقة الزمنية                                           | 00، أوروبا/لندن ‏ | ت ع م+08:00   |

## منظمات دولية مشتركة
يشترك البلدان في عضوية مجموعة من المنظمات الدولية، منها:
| علم المنظمة | اسم المنظمة                               | تاريخ انضمام آيسلندا | تاريخ انضمام ماليزيا |
| ----------- | ----------------------------------------- | -------------------- | -------------------- |
|             | مؤسسة التنمية الدولية                     | 19 مايو 1961         | 24 سبتمبر 1960       |
|             | يونسكو                                    | 8 يونيو 1964         | 16 يونيو 1958        |
|             | وكالة ضمان الاستثمار متعدد الأطراف        | 25 سبتمبر 1998       | 6 ديسمبر 1991        |
|             | الأمم المتحدة                             | 19 نوفمبر 1946       | 17 سبتمبر 1957       |
|             | الفريق المعني برصد الأرض                  | ?                    | ?                    |
|             | الاتحاد البريدي العالمي                   | ?                    | ?                    |
|             | البنك الدولي للإنشاء والتعمير             | 27 ديسمبر 1945       | 7 مارس 1958          |
|             | المنظمة الهيدروغرافية الدولية             | ?                    | ?                    |
|             | الاتحاد الدولي للاتصالات                  | 1 أكتوبر 1906        | 3 فبراير 1958        |
|             | منظمة حظر الأسلحة الكيميائية              | ?                    | ?                    |
|             | مؤسسة التمويل الدولية                     | 20 يوليو 1956        | 20 مارس 1958         |
|             | المركز الدولي لتسوية المنازعات الاستشارية | 14 أكتوبر 1966       | 14 أكتوبر 1966       |
|             | منظمة التجارة العالمية                    | ?                    | ?                    |
|             | منظمة الشرطة الجنائية الدولية             | ?                    | ?                    |

## وصلات خارجية
- موقع وزارة الخارجية الآيسلندية
- موقع وزارة الخارجية الماليزية